# Astronomski observatorij Palermo
Astronomski observatorij Palermo (Osservatorio astronomico di Palermo, tudi Osservatorio Astronomico di Palermo Giuseppe S. Vaiana) je observatorij v Palermu na Siciliji v Italiji. Je v  Normanski palači in je raziskovalni objekt Istituto Nazionale di Astrofisica (INAF) . Observatorij izvaja različne raziskovalne projekte na področju astronomije in astrofizike, vključno s preučevanjem Sonca in zvezdne korone, nastajanjem in razvojem zvezd ter preučevanjem ostankov supernove.

## Zgodovina
Observatorij je leta 1790 ustanovil Bourbonec Ferdinand I., kralj dveh Sicilij. Na priporočilo sodobnih intelektualcev, tudi takratnega podkralja Francesca d'Aquina, naj sicilsko mesto opremi z elementom prestiža, kot je astronomski observatorij. 
Težko je bilo najti izkušenega astronoma, ki se je takrat strinjal, da bo delal na tako obrobnem kraju. Na koncu je izbira padla na Giuseppeja Piazzija, matematika, starega več kot štirideset let, ki se do takrat ni posebej izkazal v astronomiji. Novi direktor se je takoj lotil nakupa najsodobnejših astronomskih instrumentov tistega časa, da bi observatorij pripeljal na evropsko raven: med drugim je bil kupljen krožni ločilni stroj, ki ga je izdelal znani angleški proizvajalec Jesse Ramsden in zgrajena je bila prva kupola. Piazzijeva odločnost je omogočila, da je dragoceni angleški instrument dosegel Sicilijo. Moral je osebno zaprositi proizvajalca in kasneje odstraniti morebitne birokratske težave. Britanska vlada pravzaprav ni želela spraviti iz svojih meja globalno edinstvenega instrumenta (status, ki je trajal več let in je bil temeljni vidik zgodnje vrednosti observatorija). Zahvaljujoč novi opremi, še posebej palermskemu krogu, kot je postal znan v angleško govorečem svetu (ali krogu Ramsden v italijanščini), je bil to najbolj proslavljen Ramsdenov dosežek. 
Zahvaljujoč tem novim napravam in zlasti krožnemu ločilnemu stroju je Giuseppe Piazzi leta 1801 odkril prvi asteroid, ki ga je poimenoval Cerere Ferdinandea, po rimski boginji kmetijstva in seveda kralju Ferdinandu. Zahvaljujoč temu odkritju je bil nagrajen z zlato medaljo, ki pa jo je uporabil za nakup drugih instrumentov, vključno z Troughtonovim ekvatorialnim teleskopom, ki je v drugi kupoli observatorija.
Leta 1817 se je Piazzi preselil v Neapelj, da bi dokončal gradnjo observatorija Capodimonte, upravljanje pa prepustil  Cacciatoreju. Cacciatoreja je leta 1841 zamenjal sin Gaetano; Vendar so ga leta 1848, po sodelovanju v protiburbonskem revolucionarnem gibanju, zaradi političnih razlogov odstranili. Vodstvo observatorija v Palermu je bilo nato preneseno na Domenica Ragono, ki mu je uspelo od vlade obeh Sicilij pridobiti  sredstva, potrebna za nakup novih instrumentov, vključno z izvrstnim 25 cm ekvatorialnim teleskopom Merz, dobavljenim leta 1859.
S pohodom tisočev leta 1860 se je situacija obrnila: Gaetano Cacciatore je bil prerazporejen na vodstveno funkcijo, Ragona pa se je odselil iz Palerma, ne da bi lahko postavil velik teleskop Merz. Pietro Tacchini, ki je bil leta 1863 imenovan za pomočnika astronoma, je leta 1865 namestil ekvatorialni teleskop in ga uporabil za raziskave področja fizike Sonca, zaradi česar je observatorij Palermo zaslovel v drugi polovici 19. stoletja in privedel do ustanovitve Društva italijanskih spektroskopistov (1871), katerega Spomine (Memorie) - prvo raziskavo o astrofiziki - je Tacchini od leta 1872 redno objavljal v Palermu.
Tacchinijev odhod v Rim leta 1879 je odprl težko fazo. Annibale Riccò, ki ga je nasledil kot glavni astronom, je uspel ohraniti kakovost raziskav, dokler leta 1890 ni prevzel vodenja observatorija v Catanii. Nato so politični in vojaški dogodki - in posledično finančne težave vlade - močno ogrozili observatorij, ki je bil leta 1923 znižan v univerzitetni kabinet za astronomijo. Filippo Angelitti je bil njegov direktor trideset let. Angelitti je od Wanschaffa s sredstvi univerze kupil 8-cm zenitni teleskop, ki ga je namestil namesto starega Ramsdna.
Med letoma 1931 in 1936 je sledil Corradino Mineo, diplomant Accademia Nazionale dei Lincei, ki je imel drugi mandat v letih 1938 do 1948, potem ko ga je vodil Francesco Zagar. Ta leta so zaznamovale velike težave za ustanovo, ki je bila po reformi leta 1923 že znižana in je zaradi zmanjšanja števila ter pomanjkanja sredstev za izvajanje opazovanj in tehnične prilagoditve instrumentov močno upadla. Težave so se poslabšale med drugo svetovno vojno in po njej, ko so  opazovalnico kmalu zaprli in so nekatere njene prostore oropali, potem ko je bil leta 1939 oropan edini sodobni opazovalni instrument, zenitni teleskop Juliusa Wanschaffa iz Berlina.
Okrevanje je prišlo v 1950-ih. Tri kupole, prvotno postavljene na streho stavbe, so nadomestile druge iz železa, kasneje pa jih je bilo treba odstraniti, ker so bile pretežke in nevarne za konstrukcijo. Kasneje so bile nameščene nove lažje bakrene kupole, podobne prejšnjim. Ime je dobil po Giuseppeju Salvatoreju Vaianiju, ki je vodil observatorij od leta 1976 do 1991.
Danes dejavnosti potekajo na dveh mestih: zgodovinsko območje Normanska palača, kjer je izviral observatorij in laboratorij v ulici Via Ingrassia, kjer so laboratoriji, delavnice in visoko zmogljivi računalniki.

## Aktivnosti
Observatorij ima laboratorij za razvoj in preizkušanje znanstvenih instrumentov za rentgenske pasovne teleskope (X-ray Astronomy Calibration and Tsting Facility, XACT) v samostojni stavbi, visokotehnološkem računalniškem centru, izvaja ponovitve in testiranje napak numeričnih modelov, ki združujejo opazovanja in meritve v astrofiziki (Sistem izračuna za numerično astrofiziko (System of Calculation for Numerical Astrophysics – SCAN) in Muzej Specola, ki vsebuje obsežno zbirko astronomskih instrumentov, ki pripadajo Observatoriju.

## Instrumentacija
Trenutno je opremljen z avtomatiziranim teleskopom z možnostjo integriranega daljinskega upravljalnika, vključno s premikanjem kupole. Gre za 14-palčni teleskop Celestron "C14", ki je bil močno spremenjen in izboljšan ter je opremljen z detektorjem CCD "SBIG ST-7E".

## Muzej
Muzej Specole, ki se nahaja na vrhu Pisanijevega stolpa v Normanski palači je v glavnem sestavljen iz instrumentov iz 18. in 19. stoletja, med katerimi so akromatski teleskopi, sekstant, nekaj barometrov in termometrov ter dva glavna predmeti, ki so bili prej omenjeni: Ramsdenov krog in ekvatorialni teleskop Edwarda Troughtona. Gosti druge sodobne instrumente in vrsto oljnih slik, ki prikazujejo osebnosti iz znanstvenega sveta.